# Bridgeport (Michigan)
Bridgeport é uma Região censo-designada localizada no estado americano de Michigan, no Condado de Saginaw.

## Demografia
Segundo o censo americano de 2000, a sua população era de 7849 habitantes.

## Geografia
De acordo com o United States Census Bureau tem uma área de 
21,6 km², dos quais 21,6 km² cobertos por terra e 0,0 km² cobertos por água. Bridgeport localiza-se a aproximadamente 184 m acima do nível do mar.

## Localidades na vizinhança
O diagrama seguinte representa as localidades num raio de 12 km ao redor de Bridgeport. 